# Wyczółki (Sochaczew)
Wyczółki [vɨˈt͡ʂuu̯ki] est un village polonais de la gmina de Sochaczew dans le powiat de Sochaczew et dans la voïvodie de Mazovie.
Il est situé approximativement à 8 kilomètres au sud de Sochaczew et à 51 kilomètres à l'ouest de Varsovie.
Le village a une population d'environ 130 habitants (2006).